# Zupa limonkowa
Zupa limonkowa (hiszp. sopa de lima) – zupa na bazie bulionu, charakterystyczna dla kuchni meksykańskiej, wywodząca się z Jukatanu, gdzie miesza się tradycja kolonialnej kuchni hiszpańskiej i rodzimej kuchni Majów. 

## Charakterystyka i przygotowanie
W procesie przygotowania zupy limonkowej najpierw gotuje się kurczaka z dodatkiem oregano, czosnku, cebuli i soli. Następnie mięso wyjmuje się, wystudza i rozdrabnia, a powstały bulion odcedza. Posiekaną cebulę podsmaża się w oleju kukurydzianym do zeszklenia i dodaje doń pokrojone pomidory i zieloną paprykę, po czym całość smaży i dodaje bulion oraz część pokrojonych limonek. Zupę gotuje się jeszcze około dziesięć minut. Bezpośrednio przed podaniem dodaje się resztę świeżych limonek oraz mięso kurczaka, jak również smażone, chrupiące paski tortilli.

## Galeria

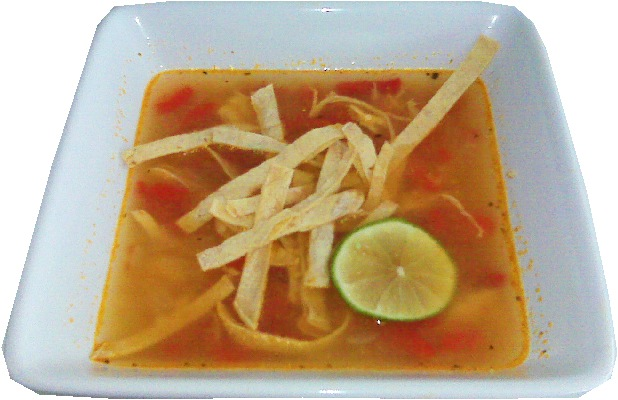
Talerz zupy limonkowej
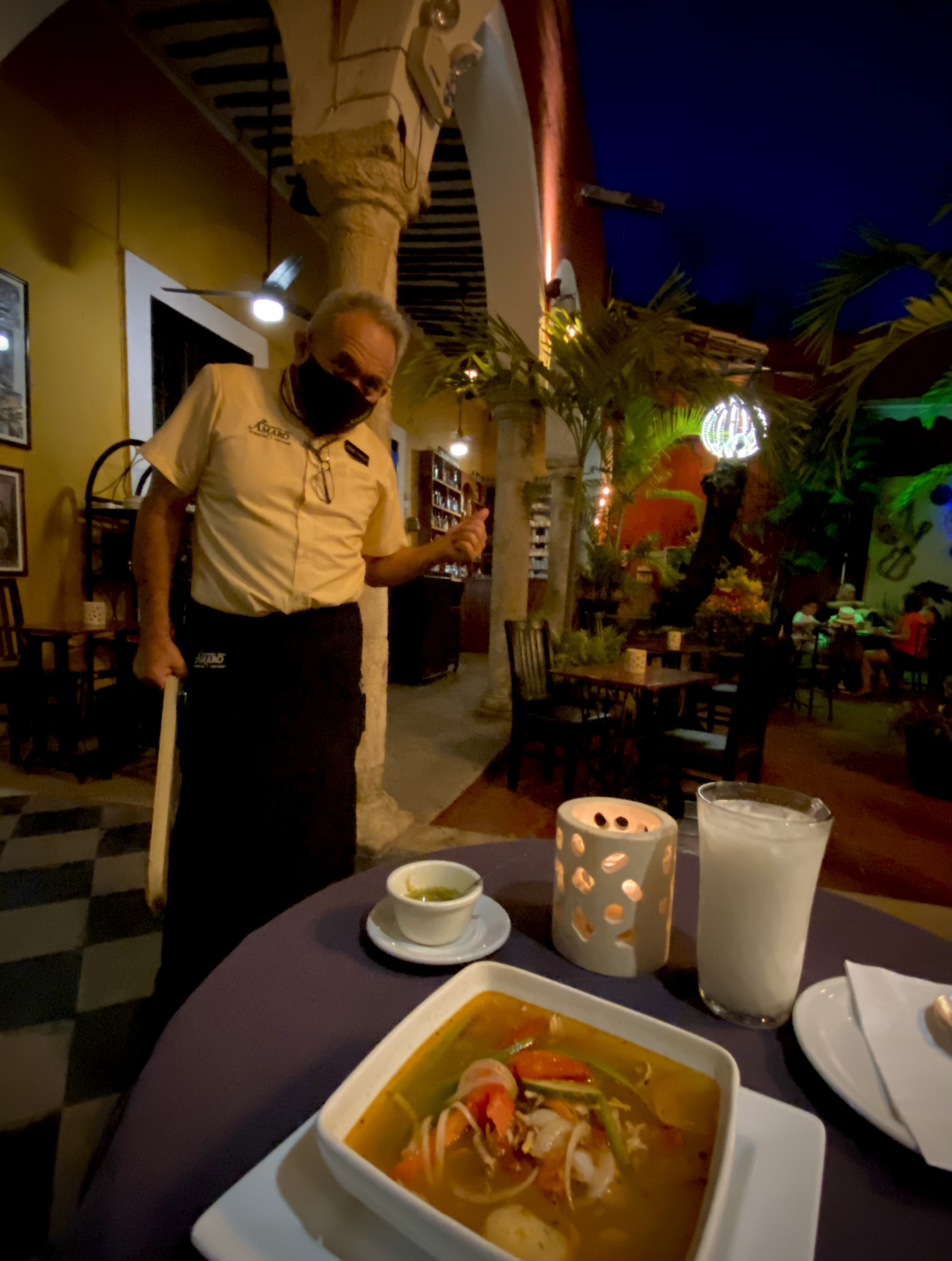
Zupa w restauracji w Meridzie